# Chodabandeh (Verwaltungsbezirk)
Chodabandeh (persisch شهرستان خدابنده) ist ein Schahrestan in der Provinz Zandschan im Iran. Er enthält die Stadt Chodabandeh, welche die Hauptstadt des Verwaltungsbezirks ist. 

## Demografie
Bei der Volkszählung 2016 betrug die Einwohnerzahl des Schahrestan 164.493. Die Alphabetisierung lag bei 79 Prozent der Bevölkerung. Knapp 40 Prozent der Bevölkerung lebten in urbanen Regionen.
| Zensusjahr | Einwohnerzahl |
| ---------- | ------------- |
| 2011       | 169.553       |
| 2016       | 164.493       |